# Tell Me (You're Coming Back)
«Tell Me (You're Coming Back)» —en español: «Dime (que vas a volver)»— es una balada de la banda inglesa de rock The Rolling Stones, presentada en su álbum homónimo de 1964 (más tarde editado como England's Newest Hit Makers en los Estados Unidos). Se convirtió en la primera canción escrita por Mick Jagger y Keith Richards que la banda lanzó como sencillo en Norteamérica. No fue lanzada en el Reino Unido. 

## Inspiración y composición
Escrita por el cantante Mick Jagger y el guitarrista Keith Richards, «Tell Me» es una balada pop. Richie Unterberger, en Allmusic, dijo en su reseña de la canción: "Debe señalarse ... que los Stones, incluso en 1964, eran más versátiles y abiertos hacia la música sin raíces bluseras de lo que a menudo reconocen los críticos." Los dos sencillos anteriores de The Rolling Stones confirman esta observación: la primera fue «I Wanna Be Your Man» de Lennon-McCartney (grabado más tarde también por The Beatles) y la otra fue «No Fade Away» de Buddy Holly. 
Jagger habló sobre la canción en una entrevista con la revista Rolling Stone de 1995: "Es muy diferente a las versiones de R&B o Marvin Gaye.Tiene una sensación definitiva es una canción muy pop, opuesta a las canciones de blues y las versiones de Motown, que todos hacían en ese momento".
En cuanto a las letras, Unterberger dice: "Cuando comenzaron a escribir canciones, no derivaban del blues sino que eran sorprendentemente pop Mersey... «Tell Me» es mayormente acústica, con un aire triste casi desalentador. Después de unas líneas tranquilas sobre el final de la historia de amor, el tempo y la melodía iluminan..."

## Grabación
Se grabó en Londres en febrero de 1964, editándose dos versiones con y sin el piano de Ian Stewart respectivamente. Jagger dijo: "Keith estaba tocando su guitarra de 12 cuerdas y cantando armonías en el mismo micrófono. Lo grabamos en un pequeño estudio en el West End de Londres llamado Regent Sound, que era un estudio demo. Creo que ese álbum lo grabamos ahí".
Las primeras tandas del álbum debut, lanzadas en el Reino Unido, incluyeron por error la versión sin piano de «Tell Me» (de 2:52 minutos de duración). Todos los lanzamientos subsecuentes han incluido la versión con el piano. Esta versión de piano también presenta una grabación de larga duración (de 4:05 o 4:06 minutos), que fue incluida en The Rolling Stones después de que el error fuera corregido, aunque presenta un final abrupto antes que la canción termine. El resto de los lanzamientos del LP y posteriormente en CD, tanto del álbum The Rolling Stones como en England's Newest Hit Makers contienen una versión editada de esta grabación, que empieza a desvanecerse hacia los 3:48 minutos.

## Lanzamiento y legado
En junio de 1964 «Tell Me» fue lanzado como sencillo solamente en los Estados Unidos, presentando una versión editada de 2:47 minutos. Alcanzó el puesto # 24 manteniéndolo por dos semanas, durando en el Billboard Hot 100 por un total de 10 semanas. La canción que acompañó en el lado B fue un cover de Willie Dixon «I Just Wanna Make Love to You».
Los Stones tocaron la canción en vivo durante los conciertos de 1964 y 1965.
«Tell Me» fue reeditada en varios álbumes recopilatorios de la banda, incluyendo Big Hits (High Tide and Green Grass), More Hot Rocks (Big Hits & Fazed Cookies) y Singles Collection: The London Years. Con los años, la edición de 3:48 ha reemplazado la edición única de 2:47 en tales recopilaciones.

## Personal
Acreditados:
- Mick Jagger: voz
- Keith Richards: guitarra acústica de 12 cuerdas, coros
- Brian Jones: guitarra eléctrica, pandereta, coros
- Charlie Watts: batería
- Bill Wyman: bajo, coros
- Ian Stewart: piano

## Posicionamiento en las listas
| Listas (1964–65)                   | Mejor posición |
| ---------------------------------- | -------------- |
| Canadá (Canadian Hot 100)          | 7              |
| Bélgica (Flandes) (Ultratop 50)    | 1              |
| Alemania (Media Control AG)        | 22             |
| Países Bajos (Mega Single Top 100) | 3              |
| Estados Unidos (Billboard Hot 100) | 24             |

## En la cultura popular
- La canción fue utilizada en la película de Martin Scorsese Mean Streets de 1973.

## Versiones de otros artistas
- 1965 – The Termites, lanzada como sencillo en el Reino Unido
- 1966 – The Grass Roots, en su primer álbum Where Were You When I Needed You
- 1978 – The Dead Boys, en su segundo disco We Have Come for Your Children
- 1990 – Cassell Webb, en su álbum Conversations at Dawn, también lanzado como sencillo